# Contente (Coronel Fabriciano)
Contente é um bairro do município brasileiro de Coronel Fabriciano, no interior do estado de Minas Gerais. Localiza-se no distrito Senador Melo Viana, estando situado no Setor 6. Segundo o censo demográfico de 2022, realizado pelo Instituto Brasileiro de Geografia e Estatística (IBGE), sua população era de 1 697 habitantes e havia 605 domicílios particulares permanentes ocupados.
De acordo com o IBGE, em 2010 a população era de 787 habitantes e havia 266 domicílios particulares.

## História e descrição
O bairro foi criado na década de 1990, após a área ser ocupada irregularmente. Seu nome reverencia a utilização do local para lazer no passado. Localizado em uma zona de transição entre as zonas urbana e rural, é o bairro mais a norte da cidade e o mais distante do Centro de Fabriciano dentro do perímetro urbano, a uma distância de cerca de 8 km. Segundo o IBGE, possui uma área considerada como favela e comunidade urbana, que tinha 1 129 habitantes em 2022.
Na zona rural da localidade se encontra o Carmelo da Santíssima Trindade, um mosteiro de freiras da Ordem dos Carmelitas Descalços. Outro marco do bairro é o Kazzarão Country Club, que já foi palco de diversos eventos de importância regional, como espetáculos musicais e cavalgadas. O Contente também abriga um conjunto de 288 moradias populares distribuídas em prédios de quatro ou cinco andares, denominado Condomínio Retiro Contente I, que foi construído pela prefeitura. A entrega das habitações ocorreu em julho de 2020.

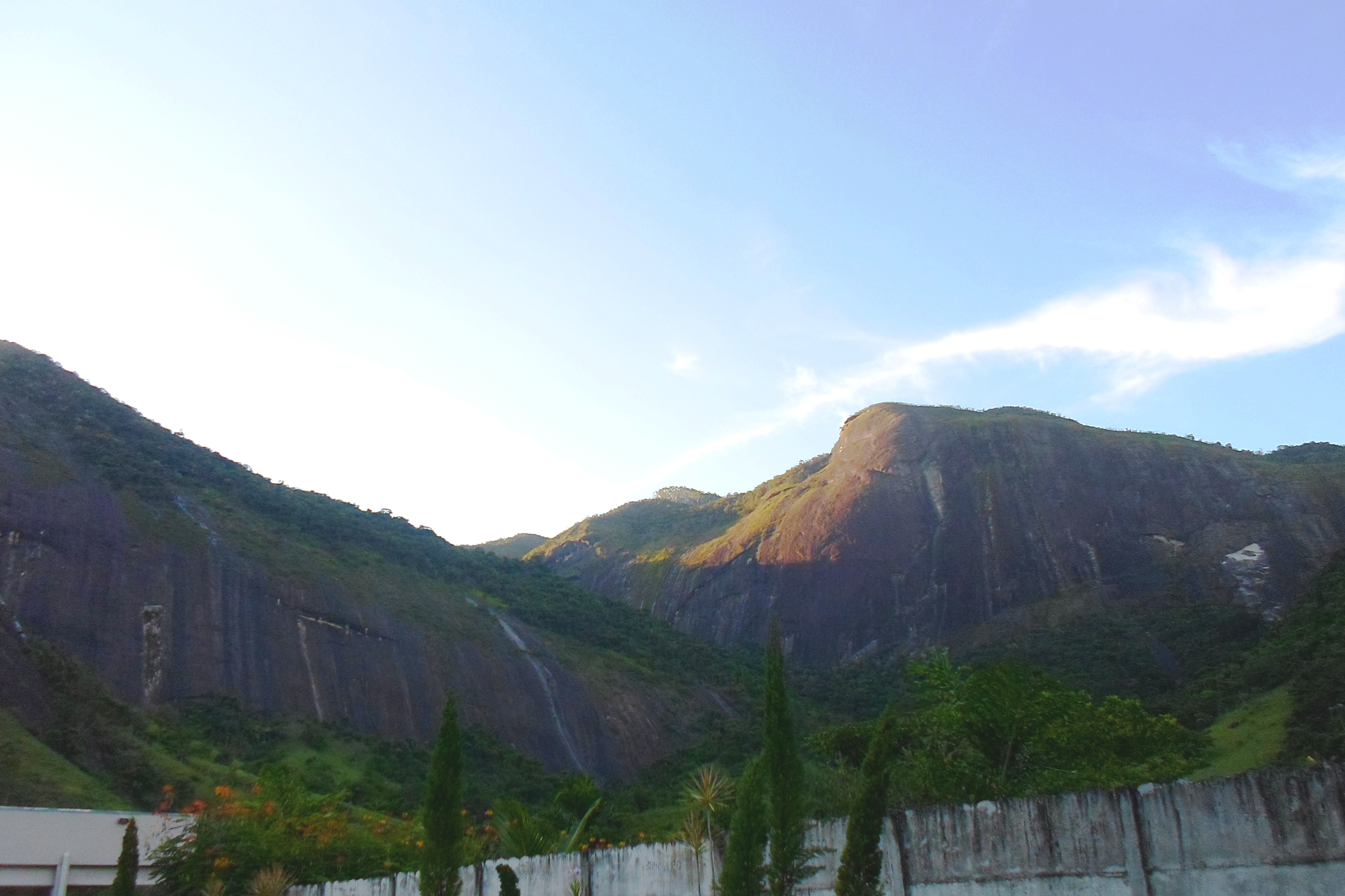
Formações rochosas da Serra dos Cocais na vizinhança do bairro
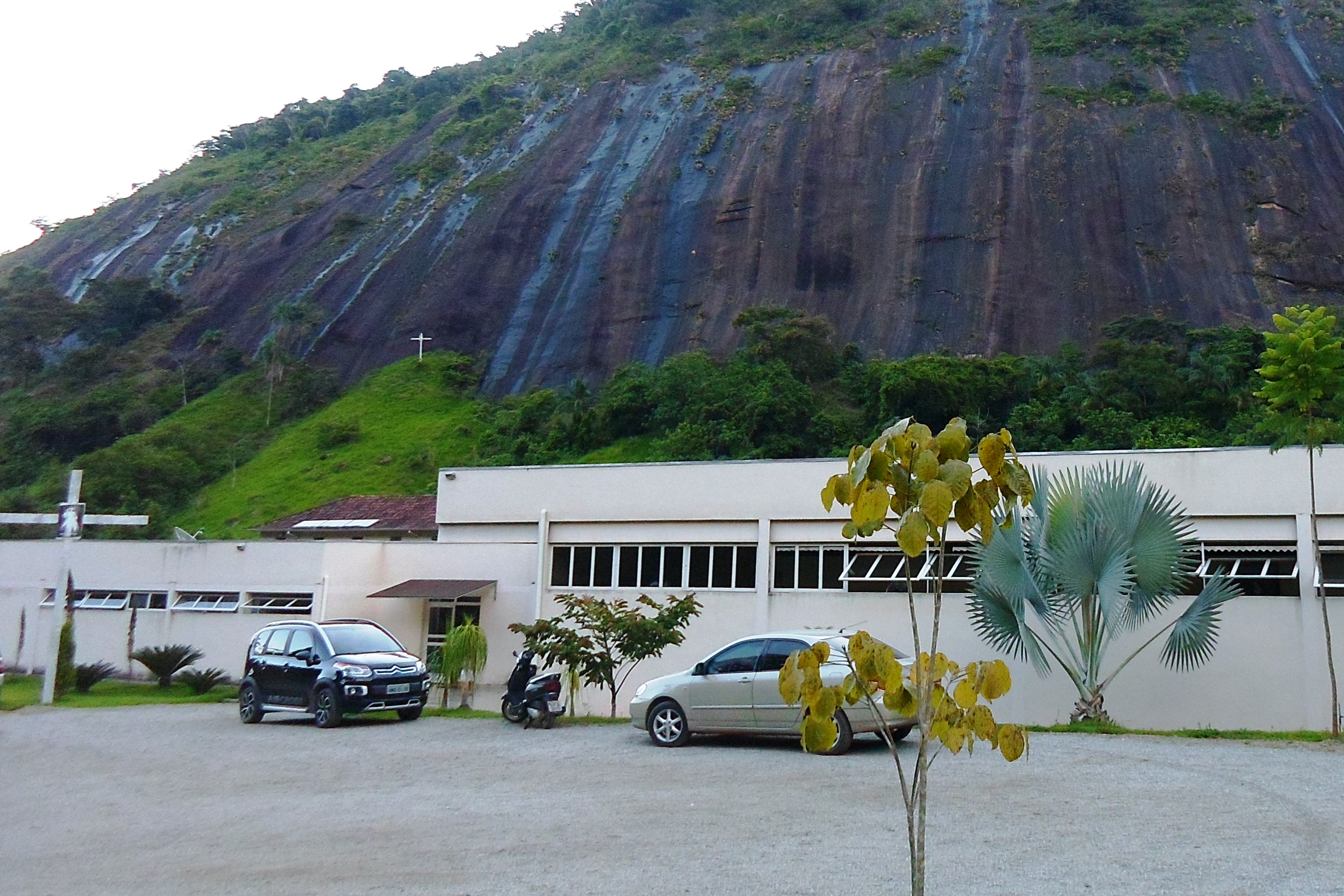
Carmelo da Santíssima Trindade
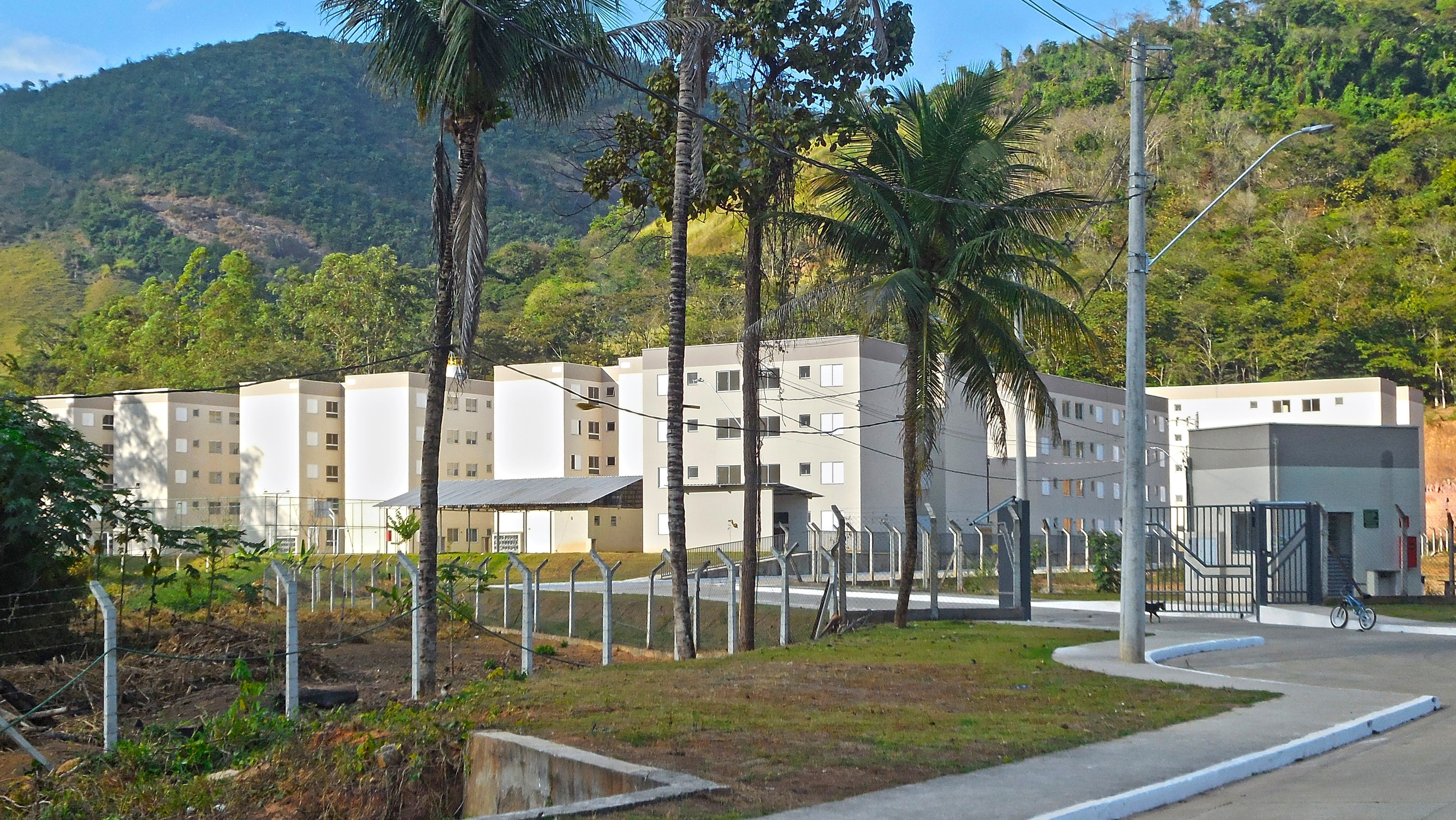
Condomínio Retiro Contente I, conjunto de 288 moradias populares entregue em 2020.